# قطاع منصور
قرية قطاع منصور هي إحدى القرى التابعة لمركز الحامول في محافظة كفر الشيخ في جمهورية مصر العربية. حسب إحصاءات سنة 2006، بلغ إجمالي السكان في قطاع منصور 36732 نسمة، منهم 19167 رجل و17565 امرأة.